# Антонія Арслан
Антонія Арслан (італ. Antonia Arslan; нар. 1938, Падуя) — італійська письменниця та науковиця вірменського походження. Магістр етнографії, професор сучасної італійської літератури університету Падуї. Одержала ряд премій за книгу «Садиба жайворонків», за мотивами якої брати Тавіані зняли фільм «Гніздо жайворонка» (2007).